# Браиловский сахарный завод
Браиловский сахарный завод — предприятие пищевой промышленности в посёлке городского типа Браилов Жмеринского района Винницкой области Украины.

## История
Сахароваренный завод в местечке Браилов Винницкого уезда Подольской губернии Российской империи был построен в 1871 году.
В ходе первой русской революции батраки на плантациях завода несколько раз устраивали забастовки с требованиями повысить заработную плату и улучшения условий труда. 
Во время гражданской войны Браилов оказался в зоне боевых действий и власть здесь несколько раз менялась, но после окончания боёв Браиловский сахарный завод был восстановлен и возобновил работу. Весной 1922 года для обеспечения завода сахарной свеклой в Браилове был создан совхоз.
В ходе индустриализации 1930-х годов завод был оснащён новым оборудованием и увеличил объёмы производства сахара.
В ходе Великой Отечественной войны в 1941—1944 гг. посёлок был оккупирован немецко-румынскими войсками (и включён в состав «Транснистрии»). В соответствии с четвёртым пятилетним планом восстановления и развития народного хозяйства СССР завод был восстановлен. В дальнейшем, сахарный завод и обеспечивавший его сырьём свеклосовхоз объединили в Браиловский сахарный комбинат.
В целом, в советское время сахарный комбинат входил в число ведущих предприятий посёлка, он действовал в производственной кооперации с находившимся здесь соко-морсовым заводом, обеспечивая его сахаром.
После провозглашения независимости Украины комбинат перешёл в ведение Государственного комитета пищевой промышленности Украины и был переименован в Браиловский сахарный завод (так как свеклосовхоз был преобразован в самостоятельное сельхозпредприятие). В дальнейшем, государственное предприятие было преобразовано в открытое акционерное общество.
Начавшийся в 2008 году экономический кризис осложнил положение предприятий посёлка, сельскохозяйственное общество "Браиловское" (бывший свеклосовхоз) завершило 2008 год с убытком 28,338 млн. гривен, и контрольный пакет в размере 77,71% акций общества оказался в собственности компании "Турбо Инвест", в сентябре 2009 года он был продан киевской компании "Констант Мебиус".